# 于树玉
于树玉（1926年—），女，吉林磐石人，中国营养学家、生物化学家，中国医学科学院肿瘤研究所研究员，曾任中国生物化学会理事。